# Urban V.
Urban V., rođen kao Guillaume de Grimoard (Grisac, Francuska, oko 1310. – Avignon, 19. prosinca 1370.), šesti avinjonski papa. Bio je čovjek asketskog života i duboke pobožnosti. Za prvi dan njegovog pontifikata službeno se uzima 28. rujna 1362 (dan kad je u Avignonu izabran za papu), no posvećen je za Rimskog biskupa tek 6. studenog iste godine.

## Životopis
Rođen je u plemićkoj obitelji, u Grisacu (Languedoc, Francuska), pridružio se benediktinskom redu, a zaređen je u Chiracu. Studirao je teologiju i kanonsko pravo na sveučilištima u Toulouseu, Montpellieru, Parizu i Avignonu. Proglašen doktorom 1342. Bio je profesor kanonskog prava u Montpellieru i drugim sveučilištima. Generalni vikar dijeceze u Clermontu i Uzesu. Prior, zatim gvardijan Notre-Dame du Pré. Za Svetu Stolicu je 1354. i 1360. obavljao diplomatske poslove u Italiji. Od 1361. gvardijan je samostana Sv. Viktora u Marseilleu. Ponovno je 1362. bio na diplomatskom zadatku kod kraljice Ivane Napuljske, kad je dobio vijest da je izabran za Papu.
U trenutku izbora za Papu nije imao kardinalski naslov. Kardinali su isprva za Papu izabrali brata Pape Klementa VI, no on nije prihvatio tu dužnost. Kako se kardinali nisu mogli složiti oko kandidata iz svojih redova, izabrali su jednoglasno Grimoarda, zbog njegove vrline, pobožnosti i diplomatskog iskustva. Uzeo je ime Urban jer su, kako je rekao, "svi Pape koji su nosili to ime bili sveci".
Urban V je i kao Papa zadržao svoj benediktinski habit i prijašnji način života. Nastavio je reforme svog prethodnika. Dodatno je smanjio sjaj papinskog dvora i borio se protiv istodobnog držanja više od jednog beneficija (crkvene dužnosti). Iscrpio je papinsku riznicu podupirući siromašne učenike, kolegije, umjetnike i arhitekte. Osnovao je nova sveučilišta u Orangeu (južna Francuska), Krakovu i Beču. Težio je pacifikaciji Italije kojom su harali plaćenici. 
Urban V je nastojao vratiti sjedište Pape ponovno u Rim, odakle se nadao ponovno pokušati ujedinjenje s istočnom crkvom. Papinski legat je uspio osigurati odanost Papinske države, no Rim je bio u kaosu. Unatoč tome, i uz snažno protivljenje francuskih kardinala i Kurije, Urban V je napustio Avignon 30. travnja 1367. i krenuo prema Rimu, u koji je ušao 16. listopada s vojnom pratnjom koju mu je ponudio car Karlo IV. Luksemburški. U Rimu je proveo sljedeće tri godine. Obnovio je bazilike i papinske palače. U rujnu 1368. proglasio je sedam novih kardinala - šest francuskih i samo jednog rimskog. U listopadu iste godine ponovno se sastao u Rimu s carem Karlom IV. Luksemburškim, kojom prilikom je okrunio njegovu suprugu za caricu. U listopadu 1369, sastao se u Rimu s bizantskim carem Ivanom V. Paleologom, koji je pristao na to da bizantska crkva prizna prvenstvo rimskog Pape, no to nije uspjelo zbog protivljenja bizantskog svećenstva i naroda.   
Kad se 1367. vraćao iz Avignona u Rim, posjetio je usput i gradic Loreto, nadaleko glasovito Gospino svetište. Tu se susreo s velikim brojem hodočasnika iz hrvatskih strana, koji su se ondje našli. Njihova je pobožnost Papu veoma ganula i on im je iz Rima po franjevcu ocu Bonifaciju poslao Čudotvornu sliku Majke Božje, koja se i danas štuje na Trsatu.

Zbog nemirne političke situacije u Italiji (nastavak englesko-francuskog rata 1369.; nemiri i pobune u gradovima Papinske države), a na nagovor francuskih kardinala, napustio je Rim 1370. i vratio se u Avignon, gdje se ubrzo nakon dolaska teško razbolio i umro 19. prosinca. Papa Pio IX. beatificirao ga je 1870. godine.